# Ша (буква маньчжурского алфавита)

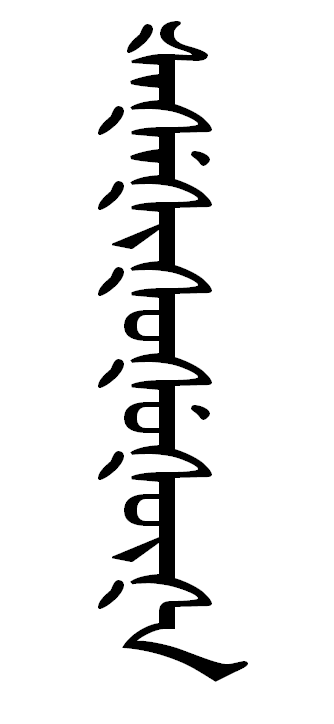
"Шашэшишошушууш"

Хэргэни ша — буква маньчжурской письменности. Маньчжурская «Ша» отличается от монгольской, но всем особенностям написания подобна букве «Са». Для транскрипции санскрита в группе галиг есть дополнительная буква Ша.

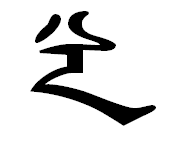
Ша
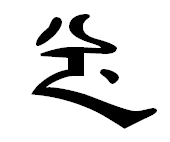
Шэ
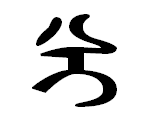
Ши

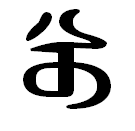
Шо
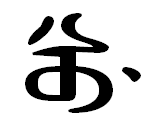
Шу
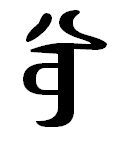
Шуу